# トム・インス
トーマス・クリストファー・"トム"・インス（Thomas Christopher "Tom" Ince, 1992年1月30日 - ）は、イングランド・ストックポート出身のサッカー選手。ワトフォードFC所属。ポジションはMF。
父親はイングランド代表でプレーしたポール・インス。

## 経歴
2008年からリヴァプールFCのユースチームでキャリアをスタートさせ、2010年にトップチーム昇格を果たした。2010年9月22日、フットボールリーグカップのノーサンプトン・タウンFC戦でプロデビューを果たした。11月1日、ノッツ・カウンティFCにレンタル移籍した。
2011年8月3日、ブラックプールFCに2年契約で移籍した。
2014年1月31日、クリスタル・パレスFCにレンタル移籍した。
2017年7月4日、初めてプレミアリーグに昇格したハーダースフィールドに移籍した。
2018年7月24日、ストーク・シティFCに移籍した。移籍金は1000万ポンド。
2022年6月21日、レディングFCへ3年契約で移籍した。
2023年6月27日、ワトフォードFCに移籍した。

## 代表歴
イングランド代表として各年代でプレーしているがA代表に招集されたことはない。

## 所属クラブ
- リヴァプールFC 2010-2011

→ ノッツ・カウンティFC 2010-2011 (loan)
- ブラックプールFC 2011-2014

→ クリスタル・パレスFC 2014 (loan)
- ハル・シティAFC 2014-2015

→ ノッティンガム・フォレストFC 2014 (loan)
→ ダービー・カウンティFC 2015 (loan)
- ダービー・カウンティFC 2015-2017
- ハダースフィールド・タウンFC 2017-2018
- ストーク・シティFC 2018-2022

→ ルートン・タウンFC 2021 (loan)
→ レディングFC 2022 (loan)
- レディングFC 2022-2023
- ワトフォードFC 2023-